# Kelly Craft
Kelly Dawn Craft (nasceu a 24 de fevereiro de 1962) é uma diplomata americana que serviu como embaixadora dos Estados Unidos nas Nações Unidas de 2019 a 2021. Craft serviu anteriormente como embaixadora dos Estados Unidos no Canadá, sendo a primeira mulher a ocupar esse cargo. Foi nomeada pelo presidente George W. Bush como delegada suplente dos EUA nas Nações Unidas em 2007, onde o seu foco incluiu o envolvimento dos EUA na África. Kelly foi uma delegada na Convenção Nacional Republicana de 2016 no estado de Kentucky. Ela chefiou a Kelly G. Knight LLC, uma empresa de consultoria de negócios com sede em Lexington, Kentucky.
Craft foi confirmada pelo Senado dos Estados Unidos numa votação de 56-34, e foi oficialmente empossada como embaixadora das Nações Unidas a 10 de setembro de 2019. Ela apresentou formalmente as suas credenciais ao Secretário-Geral António Guterres a 12 de setembro de 2019.

## Infância e Educação
Kelly, nasceu em 1962 em Lexington, Kentucky, filha do falecido veterinário Bobby Guilfoil e Sherry Dale Guilfoil. O seu pai era um ativista do Partido Democrata que já tinha servido como presidente do Condado de Barren, do Partido Democrata de Kentucky. Craft cresceu em Glasgow, Kentucky, e formou-se na Glasgow High School em 1980. Ela formou-se com um bacharelado na Universidade de Kentucky em 1984.

## Envolvimento político e doações
Em 2004, Craft era uma apoiante proeminente de George W. Bush, que a nomeou delegada suplente nas Nações Unidas em 2007. Como parte da delegação, as suas responsabilidades incluíam aconselhar o embaixador dos Estados Unidos na ONU sobre a política dos EUA / África.
Craft foi descrita como uma doadora generosa aos candidatos políticos republicanos. Em 2016, Craft e o seu marido doaram milhões de dólares aos candidatos para a nomeação republicana de 2016 para presidente. Antes de doar mais de $ 2 milhões para a campanha de Donald Trump, o casal apoiou Marco Rubio. Kelly e o seu marido, Joe Craft, apoiaram fortemente o líder da maioria no Senado, Mitch McConnell. McConnell, por sua vez, incitou Trump a nomear Craft como embaixadora do Canadá. O The Crafts tem associação de nível "ouro" nos hotéis Trump, que é para clientes que já se hospedaram mais de 20 vezes nos hotéis Trump; de acordo com o Washington Post , essas associações são raras.

## Embaixadora do Canadá (2017-2019)

Bandeira do Embaixador dos EUA.

A 15 de junho de 2017, Craft foi nomeado pelo presidente Donald Trump para se tornar a embaixadora no Canadá. Ela foi confirmada pelo Senado dos Estados Unidos por votação verbal a 3 de agosto e assumiu o cargo em 23 de outubro.
Na sua primeira semana como embaixadora do Canadá, Craft disse em uma entrevista ao CBC News, que quando se trata de consenso científico sobre as mudanças climáticas, ela acredita em "ambos os lados da ciência".
De acordo com um relatório de junho de 2019 no Politico, Kelly estava frequentemente ausente do seu cargo em Ottawa durante o seu mandato como embaixatriz. Durante um período de 15 meses, ela fez 128 voos entre Ottawa e os Estados Unidos, o equivalente a uma viagem de ida e volta por semana. 70 das viagens tiveram Lexington, Kentucky como origem ou destino de suas viagens, o que levantou questões sobre se as viagens eram por motivos pessoais. A administração Trump não forneceu registros de quantos dias Craft esteve presente em Ottawa; pelas regras do Departamento de Estado, um embaixador só pode passar 26 dias úteis longe de um posto. Ela passou 300 dias (mais da metade de seu mandato) ausente de seu cargo. Craft não disponibiliza os seus horários.

## Embaixadora dos Estados Unidos nas Nações Unidas

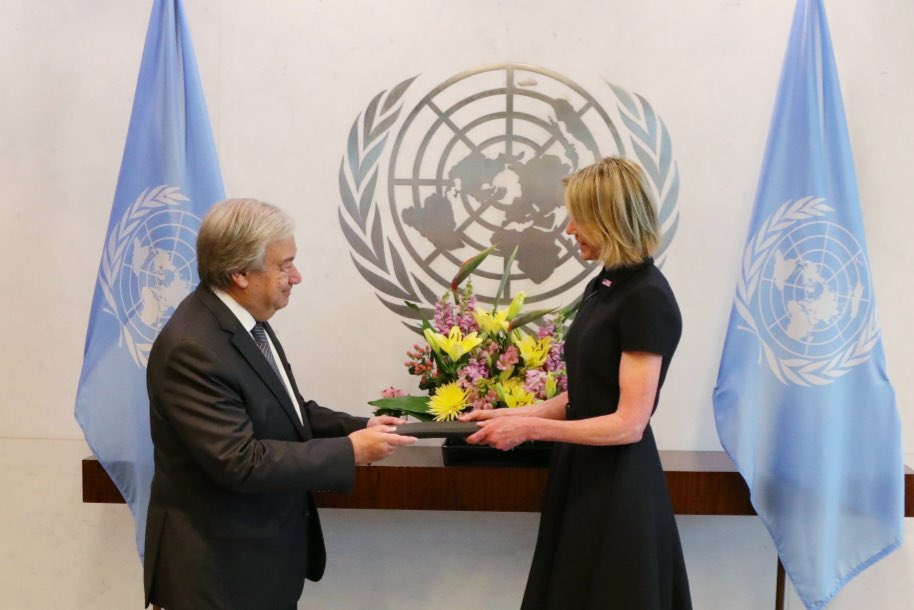
Kelly Craft apresenta as credenciais para António Guterres

A 22 de fevereiro de 2019, Trump anunciou sua intenção de nomear Craft para substituir Nikki Haley, que havia renunciado no ano anterior, para ser a próxima Embaixadora dos Estados Unidos nas Nações Unidas. A 2 de maio de 2019, a indicação de Craft foi formalmente enviada ao Senado dos Estados Unidos. A 19 de junho de 2019, uma audiência sobre a sua nomeação foi realizada perante a Comissão de Relações Exteriores do Senado. Durante a audiência, Kelly disse que continuaria a lutar contra o que alega ser um preconceito anti-Israel nas Nações Unidas. Embora Craft tenha dito anteriormente durante sua gestão como embaixadora no Canadá que acreditava que havia "bons cientistas de ambos os lados" do debate sobre o clima, durante a sua audiência de confirmação, ela inverteu a sua posição, afirmando que acreditava que os combustíveis fósseis e o comportamento humano contribuíram para mudança climática. Devido às conexões de sua família com a indústria do carvão, ela também concordou em se abster de quaisquer discussões na ONU envolvendo as mudança climática ou carvão. A 25 de julho de 2019, a sua nomeação foi falada fora do comitê por uma votação de 15– 7.  A 30 de julho de 2019, o Senado votou 57–33 para invocar cloture (moção parlamentar, para acabar rapidamente com o debate) na sua nomeação. A 31 de julho de 2019, a sua nomeação foi confirmada por uma votação de 56–34. Ela foi formalmente empossada pelo vice-presidente Mike Pence a 10 de setembro de 2019.

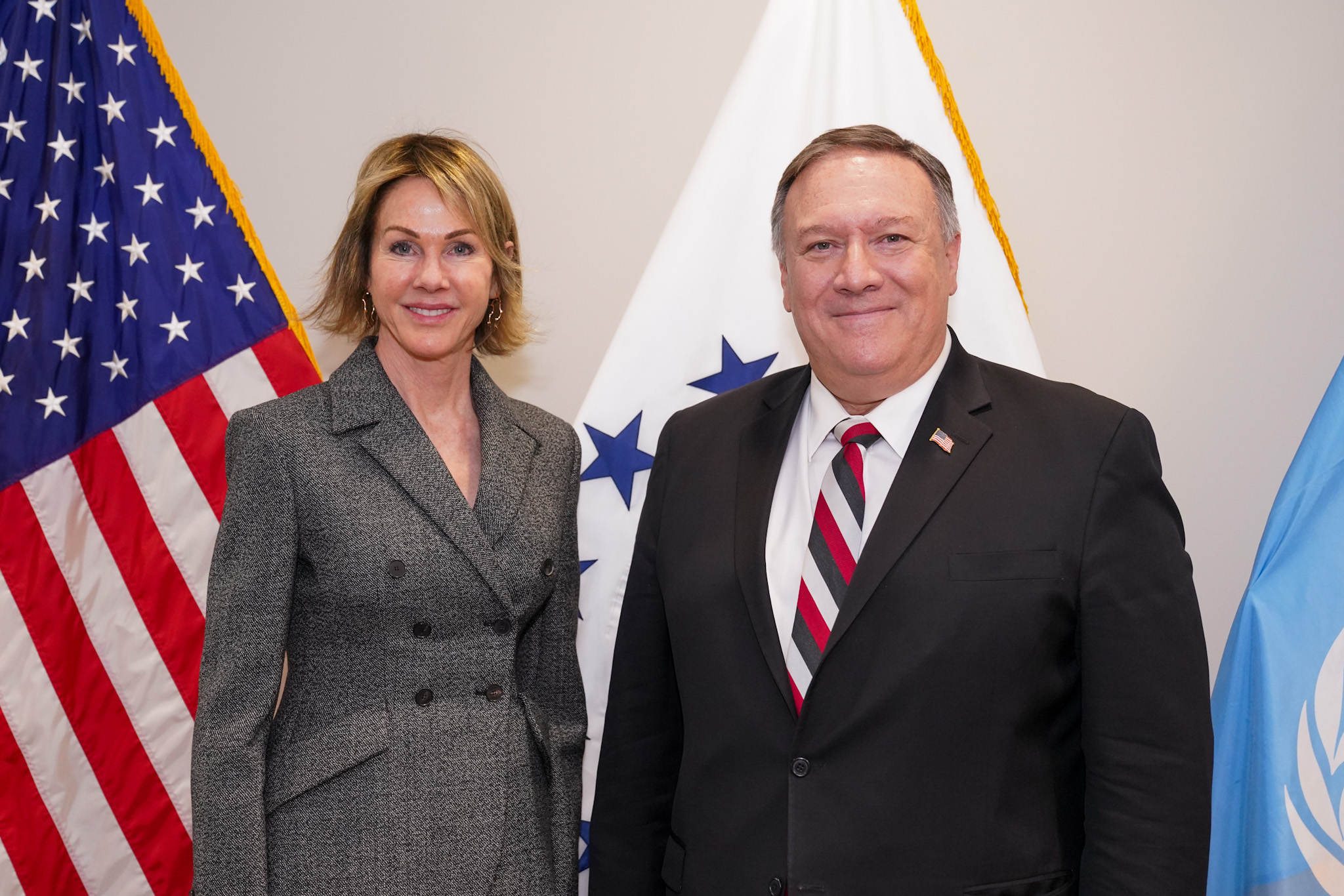
Kelly com o Secretário de Estado dos Estados Unidos, Mike Pompeo

A 13 de agosto de 2020, Kelly celebrou o anúncio das relações diplomáticas entre os Emirados Árabes Unidos e Israel , chamando-a de “uma grande vitória” para Trump e para o mundo, dizendo que os laços diplomáticos mostram “quão famintos por paz todos nós estamos neste mundo ”, e como os países do Oriente Médio entendem a necessidade de “permanecer firme contra um regime que é o principal patrocinador do terrorismo ”- o Irão.

## Vida pessoal
Kelly casou-se com David S. Moross e depois com Judson Knight. Ela casou-se com Joe Craft em abril de 2016. Sendo este um executivo bilionário de mineração de carvão da Alliance Resource Partners, LP, o terceiro maior produtor de carvão no leste dos Estados Unidos.